# 海難法師
海難法師（かいなんほうし）とは、伊豆七島に伝わる幽霊の一種。地元では“かんなんぼうし”と呼ばれる。
水難事故で死亡した者の霊とされる。たらいに乗って沖からやって来て、その姿を見たものは同様の死に様を晒すと言われている。

## 起源
海難法師の事の起こりは江戸時代、寛永5年のことである。豊島忠松（とよしまただまつ、豊島作十郎。）という悪代官（八丈島代官）が島民たちを苦しめて、憎まれていたという。そこで島の人々は忠松を殺すために、わざと海が荒れる日を選んで島巡りをするように勧めたのである。まんまと罠にはまった忠松は、言われた通りに海に出て波に呑まれて死んでしまった。それ以来、毎年旧暦の1月24日になると、島民たちに騙されたことを怨む忠松の霊が、海難法師となって島々を巡るのだという。
別伝では代官を殺そうとしたまでは同じだが、村の若者25人が暴風雨の夜にそれを決行し、船で逃亡した。しかし、かくまってくれる島や村はなく、さまよった挙句、1月24日に海難事故で全員が死亡した。村人に裏切られ、この世に恨みを残して死んだ怨霊が島々を巡るという怨霊伝説になっているが神津島に限っては「二十五日様神事」として闇夜に神職が海からの来訪神を迎え、集落内・辻々の猿田彦神を巡拝する厳格な神事となっている。
この25人の霊は日忌様（ひいみさま）と呼ばれ、伝承の発祥地とされる伊豆大島の泉津地区にはこの日忌様の祠が祀られている。

## 風習
伊豆七島では、1月24日は決して外に出てはならず、人々は震えながら家にこもっていなければならないのだという。その際には門口に籠をかぶせ、雨戸に柊やトベラなどの匂いが香ばしい、魔除けないしは厄を払うとされるような葉を刺し、普段は外にある便器も屋内に置いて、または瓶や甕などの空き容器を使用して用を足した。便所などのためにどうしても外出しなければならないときは、頭にトベラの葉をつけた、あるいは袋を被って風景（特に海）を見ないように移動した、という。この戸などに刺したトベラは翌日に燃やし、そのときに激しい音がして膨れるとその年は豊作になるといわれた。
ある者がこの伝承を小馬鹿にし、戸締りをせずに外出したところ、なぜか顔中血まみれになって帰ってきたという。また同様にこの迷信を信じない者が、家の戸に差したトベラを捨てて戸を開けたところ、なぜかその者は口がきけなくなり、精神病院に入院してしまったといわれる。
また伊豆大島の泉津地区では、門井という旧家が海難法師の25人の霊を迎え入れる役目を持ち、その役を受け継いだ者は1月24日にただ1人浜辺に座り、波風に夜通し晒されつつ、霊たちの帰りを待ち続けるという。
伊豆七島では1月24日は物忌みの日であり、人々は仕事を休んで家にこもる風習があったが、それが何者かが襲ってくる日という意味にとられ、海難法師の伝承が生まれたとの説もある。
三宅島では、『皿出せ　土器を出せ　それがなきゃ人間の子を出せ』と言いながら海難法師が海から上がり家々を周ると伝わる。そのため1月24日の夜は玄関先に皿を置き、子供達を早く寝かし付ける風習があった。